# Homaliodendron grandidens
Homaliodendron grandidens là một loài Rêu trong họ Neckeraceae. Loài này được (Müll. Hal.) Broth. miêu tả khoa học đầu tiên năm 1906.